# Association végétarienne espérantiste mondiale
L'Association végétarienne espérantiste mondiale (Tutmonda Esperantista Vegetarana Asocio, TEVA) est une association internationale dédiée au végétarianisme qui utilise comme langue l'espéranto. Fondée le 16 août 1908 lors du 4e congrès mondial d’espéranto à Dresde, TEVA est la plus ancienne organisation végétarienne internationale encore en activité. Elle publie une revue, Esperantista Vegetarano (« le végétarien espérantiste ») irrégulièrement depuis 1914 et une liste de diffusion depuis janvier 2005.
Elle a actuellement des représentants dans 21 pays différents. Elle est membre de l'Union végétarienne internationale et de l'Union végétarienne européenne, tout en étant affiliée à l'association mondiale d'espéranto.
Selon ses statuts, l'association a pour but de « généraliser l'espéranto parmi les végétariens et le végétarianisme parmi les espérantistes, en collaboration active et conviviale, dans le but du respect de la nature et de tous les êtres vivants ». Son slogan est « Vivre et laisser vivre ».

## Végétarisme et espéranto
Selon une enquête faite en 1968 auprès de l'association britannique d'espéranto et en 1992 parmi les membres de l'association allemande d'espéranto, il y a en moyenne une plus grande proportion de végétariens parmi les espérantistes anglais et allemand que dans la société de ces deux pays. Peter Forster, auteur de l'ouvrage The Esperanto Movement, suppose que cet état de fait est dû à ce que les deux mouvements ont un idéal commun de pacifisme.

## Conseil d'administration actuel
Son conseil d'administration actuel, élu en 2008 lors du 93e congrès mondial d’espéranto à Rotterdam, est composé de :
- Christopher Fettes, (né en 1937), président
- József Nemeth, (28 avril 1960), vice-président et rédacteur de la revue
- Francesco Maurelli, vice-président et webmestre
- Heidi Goes, (15 mars 1976), secrétaire et trésorière.